# Gruffydd Fychan Ier
Gruffydd Fychan Ier, prince de Powys Fadog c'est-à-dire de Powys du nord pendant 20 ans de 1269/1277 à 1289

## Biographie
Gruffyd Fychan c'est-à-dire « le Jeune » est le plus jeune des fils de Gruffydd Maelor II, seigneur de Dinas Bran. À la mort de son père en 1269/1270 il reçoit d'abord en partage le domaine patrimonial de ce dernier Iâl et l'Edeirnion, soit le « Glyndyfrdwy » dont il se déclare « Prince ».
Il demeure un vassal loyal de Llywelyn ap Gruffydd, roi du Pays de Galles, pendant  la guerre de 1277.
la même année à la suite de la mort au combat de son frère Madog ap Gruffydd II il devient l'ainé de sa famille. L'accord de paix prévoit qu'il rende l'Hommage féodal à Llywelyn pour l'Edeirnion, mais à Édouard Ier d'Angleterre pour Iâl. Il combat encore aux côtés de Llywelyn pendant la guerre de 1282–1283, et voit ses territoires confisqués par la couronne anglaise après la défaite.
Toutefois le John de Warenne 6e comte de Surrey réussit à persuader le souverain de lui concéder la possession de ses anciens domaines, qu'il contrôle désormais, à titre viager, comme tenancier du roi d'Angleterre. Il meurt en 1289 laissant comme héritier un jeune fils  Madog Crypl ou Cripel.Owain Glyndŵr est son arrière petit-fils le petit-fils de Madog Crypl.
| Précédé par : Madog ap Gruffydd II | Prince de Powys du Nord | Suivi par : Madog Crypl |

## Sources
- (en) Mike Ashley The Mammoth Book of British Kings & Queens Robinson (Londres 1998)   (ISBN 1841190969)  « Gruffyd Maelor II » p. 371 et « Tableau généalogique 18. Wales (5) Medival Powys » p. 366.